# Железничка станица Никшић
Железничка станица Никшић је последња железничка станица на прузи Подгорица—Никшић. Налази се насељу Никшић у општини Никшић. Железничка станица Никшић састоји се из 8 колосека.